# Coupe du monde de ski de fond 2000-2001
Navigation
Édition précédente Édition suivante
La 20e édition de la Coupe du monde de ski de fond s'est déroulée du 25 novembre 2000 au 19 mars 2001.

## Classements

### Classements généraux
| Rang | Nom                   | Points |
| ---- | --------------------- | ------ |
| 1    | Per Elofsson          | 763    |
| 2    | Johann Mühlegg        | 603    |
| 3    | Thomas Alsgaard       | 474    |
| 4    | Pietro Piller Cottrer | 456    |
| 5    | Odd-Bjørn Hjelmeset   | 439    |
| 6    | René Sommerfeldt      | 384    |
| 7    | Fulvio Valbusa        | 378    |
| 8    | Frode Estil           | 370    |
| 9    | Kristen Skjeldal      | 363    |
| 10   | Mikhail Botvinov      | 346    |

| Rang | Nom                  | Points |
| ---- | -------------------- | ------ |
| 1    | Julija Tchepalova    | 1106   |
| 2    | Bente Skari          | 990    |
| 3    | Larisa Lazutina      | 893    |
| 4    | Stefania Belmondo    | 785    |
| 5    | Olga Savialova       | 529    |
| 6    | Gabriella Paruzzi    | 528    |
| 7    | Olga Danilova        | 502    |
| 8    | Nina Gavrilyuk       | 481    |
| 9    | Kateřina Neumannová  | 435    |
| 10   | Kristina Šmigun-Vähi | 352    |

### Classements de sprint
| Rang | Nom                 | Points |
| ---- | ------------------- | ------ |
| 1    | Jan Jacob Verdenius | 321    |
| 2    | Christian Zorzi     | 288    |
| 3    | Tor Arne Hetland    | 239    |
| 4    | Morten Brørs        | 214    |
| 5    | Trond Einar Elden   | 212    |

| Rang | Nom               | Points |
| ---- | ----------------- | ------ |
| 1    | Bente Skari       | 430    |
| 2    | Pirjo Muranen     | 380    |
| 3    | Manuela Henkel    | 259    |
| 4    | Anita Moen        | 256    |
|      | Julija Tchepalova | 256    |

## Calendrier et podiums

### Hommes

#### Épreuves individuelles
| Étape                                                              | Lieu           | Épreuve          | Date             | Vainqueur           | Deuxième              | Troisième           |
| ------------------------------------------------------------------ | -------------- | ---------------- | ---------------- | ------------------- | --------------------- | ------------------- |
| 1                                                                  | Beitostølen    | 15 km Classique  | 25 novembre 2000 | Odd-Bjørn Hjelmeset | Thomas Alsgaard       | Tore Bjonviken      |
| 2                                                                  | Beitostølen    | 10 km Libre      | 29 novembre 2000 | Per Elofsson        | Sami Repo             | Thomas Alsgaard     |
| 3                                                                  | Santa Caterina | 15 km Libre      | 8 décembre 2000  | Per Elofsson        | Vincent Vittoz        | Tor Arne Hetland    |
| 4                                                                  | Brusson        | 20 km            | 16 décembre 2000 | Per Elofsson        | Johann Mühlegg        | Vincent Vittoz      |
| 5                                                                  | Brusson        | Sprint           | 17 décembre 2000 | Thomas Alsgaard     | Jan Jacob Verdenius   | Cristian Zorzi      |
| 6                                                                  | Davos          | 30 km Classique  | 20 décembre 2000 | Mika Myllylä        | Mikhaïl Ivanov        | Odd-Bjørn Hjelmeset |
| 7                                                                  | Engelberg      | Sprint Classique | 28 décembre 2000 | Jan Jacob Verdenius | Tor Arne Hetland      | Giorgio Di Centa    |
| 8                                                                  | Engelberg      | Sprint Libre     | 29 décembre 2000 | Tor Arne Hetland    | Cristian Zorzi        | Håvard Solbakken    |
| 9                                                                  | Soldier Hollow | 30 km Libre      | 10 janvier 2001  | Johann Mühlegg      | Christian Hoffmann    | René Sommerfeldt    |
| 10                                                                 | Soldier Hollow | 15 km Classique  | 13 janvier 2001  | Johann Mühlegg      | Mikhail Botvinov      | Fulvio Valbusa      |
| 11                                                                 | Soldier Hollow | Sprint Libre     | 14 janvier 2001  | Cristian Zorzi      | Thobias Fredriksson   | Silvio Fauner       |
| 12                                                                 | Asiago         | Sprint Libre     | 1er février 2001 | Odd-Bjørn Hjelmeset | Trond Iversen         | Jens Arne Svartedal |
| 13                                                                 | Nove Mesto     | Sprint Libre     | 4 février 2001   | Morten Brørs        | Trond Einar Elden     | Ari Palolahti       |
| 14                                                                 | Otepää         | 10 km Classique  | 10 février 2001  | Thomas Alsgaard     | Per Elofsson          | Janne Immonen       |
| Championnats du monde de ski nordique 2001 (15 au 25 février 2001) |                |                  |                  |                     |                       |                     |
| 15                                                                 | Kavgolovo      | 15 km Libre      | 4 mars 2001      | Per Elofsson        | Mikhail Botvinov      | Alexei Prokurorov   |
| 16                                                                 | Oslo           | Sprint Classique | 7 mars 2001      | Thomas Alsgaard     | Thoralf Heimdal       | Jan Jacob Verdenius |
| 17                                                                 | Oslo           | 50 km Classique  | 10 mars 2001     | Per Elofsson        | Anders Aukland        | Frode Estil         |
| 18                                                                 | Borlänge       | 10 km Libre      | 14 mars 2001     | Per Elofsson        | Pietro Piller Cottrer | Johann Mühlegg      |
| 19                                                                 | Falun          | 15 km Classique  | 16 mars 2001     | Mikhaïl Ivanov      | Frode Estil           | Kristen Skjeldal    |
| 20                                                                 | Kuopio         | 60 km Libre      | 25 mars 2001     | Sergueï Dolidovich  | Pietro Piller Cottrer | Mikhail Botvinov    |

#### Épreuves par équipes
| Étape | Lieu           | Épreuve                | Date             | Vainqueur                                                                              | Deuxième                                                                         | Troisième                                                                        |
| ----- | -------------- | ---------------------- | ---------------- | -------------------------------------------------------------------------------------- | -------------------------------------------------------------------------------- | -------------------------------------------------------------------------------- |
| 1     | Beitostølen    | Relais 4 x 10 km Libre | 26 novembre 2000 | Norvège I - Tore Bjonviken - Odd-Bjørn Hjelmeset - Kristen Skjeldal - Tor Arne Hetland | Finlande - Janne Immonen - Harri Kirvesniemi - Mika Myllylä - Sami Repo          | Norvège II - Krister Sørgård - Anders Aukland - Hans Leithe - Espen Bjervig      |
| 2     | Santa Caterina | Relais 4 x 5 km Libre  | 9 décembre 2000  | Norvège - Frode Estil - Kristen Skjeldal - Tor Arne Hetland - Thomas Alsgaard          | Autriche - Gerhard Urain - Michail Botvinov - Achim Walcher - Christian Hoffmann | Russie - Vitaliy Denisov - Mikhaïl Ivanov - Nikolaï Bolchakov - Vladimir Vilisov |
| 3     | Clusone        | Relais 10 x 1,5 km     | 13 décembre 2000 | Italie I - Fulvio Valbusa - Fabio Maj                                                  | Italie II - Giorgio Di Centa - Cristian Zorzi                                    | Allemagne - René Sommerfeldt - Peter Schlickenrieder                             |
| 4     | Falun          | Relais 4 x 10 km Libre | 18 mars 2001     | Russie I - Vitaliy Denisov - Mikhaïl Ivanov - Nikolaï Bolchakov - Vladimir Vilisov     | Suède - Urban Lindgren - Mathias Fredriksson - Morgan Göransson - Per Elofsson   | Italie - Silvio Fauner - Fabio Maj - Pietro Piller Cottrer - Cristian Zorzi      |

### Femmes

#### Épreuves individuelles
| Étape                                                              | Lieu           | Épreuve          | Date             | Vainqueur           | Deuxième            | Troisième         |
| ------------------------------------------------------------------ | -------------- | ---------------- | ---------------- | ------------------- | ------------------- | ----------------- |
| 1                                                                  | Beitostølen    | 10 km Classique  | 25 novembre 2000 | Bente Skari         | Kaisa Varis         | Stefania Belmondo |
| 2                                                                  | Beitostølen    | 5 km Libre       | 29 novembre 2000 | Kaisa Varis         | Stefania Belmondo   | Kristina Šmigun   |
| 3                                                                  | Santa Caterina | 10 km Libre      | 8 décembre 2000  | Julija Tchepalova   | Stefania Belmondo   | Larisa Lazutina   |
| 4                                                                  | Brusson        | 10 km            | 16 décembre 2000 | Bente Skari         | Olga Danilova       | Larisa Lazutina   |
| 5                                                                  | Brusson        | Sprint Libre     | 17 décembre 2000 | Pirjo Manninen      | Kateřina Neumannová | Virpi Kuitunen    |
| 6                                                                  | Davos          | 15 km Classique  | 20 décembre 2000 | Julija Tchepalova   | Bente Skari         | Kristina Šmigun   |
| 7                                                                  | Engelberg      | Sprint Classique | 28 décembre 2000 | Bente Skari         | Pirjo Manninen      | Nina Gavriljuk    |
| 8                                                                  | Engelberg      | Sprint Libre     | 29 décembre 2000 | Pirjo Manninen      | Julija Tchepalova   | Stefania Belmondo |
| 9                                                                  | Soldier Hollow | 10 km            | 10 janvier 2001  | Kateřina Neumannová | Gabriella Paruzzi   | Stefania Belmondo |
| 10                                                                 | Soldier Hollow | Sprint Libre     | 14 janvier 2001  | Bente Skari         | Manuela Henkel      | Beckie Scott      |
| 11                                                                 | Asiago         | Sprint Libre     | 1er février 2001 | Bente Skari         | Anita Moen          | Petra Majdič      |
| 12                                                                 | Nove Mesto     | Sprint Libre     | 4 février 2001   | Julija Tchepalova   | Anita Moen          | Claudia Künzel    |
| 13                                                                 | Otepää         | 5 km Classique   | 10 février 2001  | Bente Skari         | Virpi Kuitunen      | Olga Danilova     |
| Championnats du monde de ski nordique 2001 (15 au 25 février 2001) |                |                  |                  |                     |                     |                   |
| 14                                                                 | Kavgolovo      | 15 km Libre      | 4 mars 2001      | Julija Tchepalova   | Larisa Lazutina     | Stefania Belmondo |
| 15                                                                 | Oslo           | Sprint Classique | 7 mars 2001      | Pirjo Manninen      | Bente Skari         | Lina Andersson    |
| 16                                                                 | Oslo           | 30 km Classique  | 10 mars 2001     | Larisa Lazutina     | Bente Skari         | Olga Savialova    |
| 17                                                                 | Borlänge       | 5 km Libre       | 14 mars 2001     | Julia Tchepalova    | Elena Burukhina     | Larisa Lazutina   |
| 18                                                                 | Falun          | 10 km Classique  | 16 mars 2001     | Julia Tchepalova    | Larisa Lazutina     | Olga Savialova    |
| 19                                                                 | Falun          | 10 km Classique  | 18 mars 2001     | Larisa Lazutina     | Bente Skari         | Julia Tchepalova  |
| 20                                                                 | Kuopio         | 40 km Libre      | 25 mars 2001     | Julia Tchepalova    | Olga Savialova      | Larisa Lazutina   |

#### Épreuves par équipes
| Étape | Lieu           | Épreuve               | Date             | Vainqueur                                                                            | Deuxième                                                                       | Troisième                                                                     |
| ----- | -------------- | --------------------- | ---------------- | ------------------------------------------------------------------------------------ | ------------------------------------------------------------------------------ | ----------------------------------------------------------------------------- |
| 1     | Beitostølen    | Relais 4 x 5 km Libre | 26 novembre 2000 | Finlande - Pirjo Manninen - Milla Jauho - Virpi Kuitunen - Kaisa Varis               | Russie - Olga Danilova - Lioubov Iegorova - Larisa Lazutina - Julia Tchepalova | Suède - Lina Andersson - Karin Öhman - Carin Holmberg - Mariana Handler       |
| 2     | Santa Caterina | Relais 4 x 3 km Libre | 9 décembre 2000  | Russie - Nina Gavriljuk - Olga Savialova - Larisa Lazutina - Julia Tchepalova        | Norvège - Tina Bay - Bente Skari - Elin Nilsen - Hilde Pedersen                | Finlande - Pirjo Manninen - Satu Salonen - Virpi Kuitunen - Milla Jauho       |
| 3     | Clusone        | Relais 10 x 1,5 km    | 13 décembre 2000 | Russie I - Olga Savialova - Julia Tchepalova                                         | Italie - Sabina Valbusa - Stefania Belmondo                                    | Russie III- Irina Skladneva - Olga Moskalenka                                 |
| 4     | Soldier Hollow | Relais 4 x 5 km Libre | 13 janvier 2001  | Italie - Sabina Valbusa - Gabriella Paruzzi - Cristina Paluselli - Stefania Belmondo | Canada - Sara Renner - Milaine Theriault - Beckie Scott - Amanda Fortier       | Finlande - Mari Rauhala - Kirsi Välimaa - Riikka Sirviö - Aino-Kaisa Saarinen |